# Autoroute A1 (Lussemburgo)
L'autostrada A1 è un'autostrada del Lussemburgo. Collega la capitale a Wasserbillig (Treviri) nei pressi del confine con la Germania, dove diventa BAB 64. La sua lunghezza complessiva è di 36,203 km.

## Apertura al traffico
L'apertura al traffico avvenne in tre fasi:
- 6 settembre 1988: Wasserbillig - Potaschbierg
- 11 luglio 1990: Potaschbierg - Munsbach
- 26 giugno 1992: Munsbach - Senningerberg

## Percorso
|       |                                         |
|       | Wasserbillig                            |
| (15)  | Wasserbillig                            |
| (14)  | Mertert                                 |
| (13)  | Potaschbierg N1                         |
| (12)  | Flaxweiler                              |
|       | Viadotto Syre (400 m Lunghezza)         |
| (11)  | Munsbach                                |
| (10)  | Cargo-Center                            |
| (9)   | Senningerberg/Aeroporto del Lussemburgo |
| / (8) | Kirchberg/Jonction Grunewald N51 A7     |
|       | Viadotto Neudorf (2x)                   |
|       | Tunnel Cents                            |
| (7)   | Hamm/Sandweiler N2                      |
|       | Ponte Victor-Bodson                     |
|       | Tunnel Howald                           |
|       | Croix de Gasperich A3/A6                |